# Мальки
Ма́льки —  село в Україні,у Старокостянтинівській міській громаді Хмельницького району Хмельницької області. Населення становить 149 осіб. До 2020 орган місцевого самоврядування — Губчанська сільська рада.

## Історія
7 (20) листопада 1917 року, відповідно до.Третього Універсалу Української Центральної Ради, увійшло до складу Української Народної Республіки.
12 червня 2020 року, відповідно до розпорядження Кабінету Міністрів України № 727-р «Про визначення адміністративних центрів та затвердження територій територіальних громад Хмельницької області», увійшло до складу Старокостянтинівської міської громади.
19 липня 2020 року, після ліквідації Старокостянтинівського району, село увійшло до Хмельницького району.

## Населення

### Мова
Розподіл населення за рідною мовою за даними перепису 2001 року:
| Мова       | Кількість | Відсоток |
| ---------- | --------- | -------- |
| українська | 145       | 97.32%   |
| російська  | 4         | 2.68%    |
| Усього     | 149       | 100%     |